# Жінка з Гаральдскера

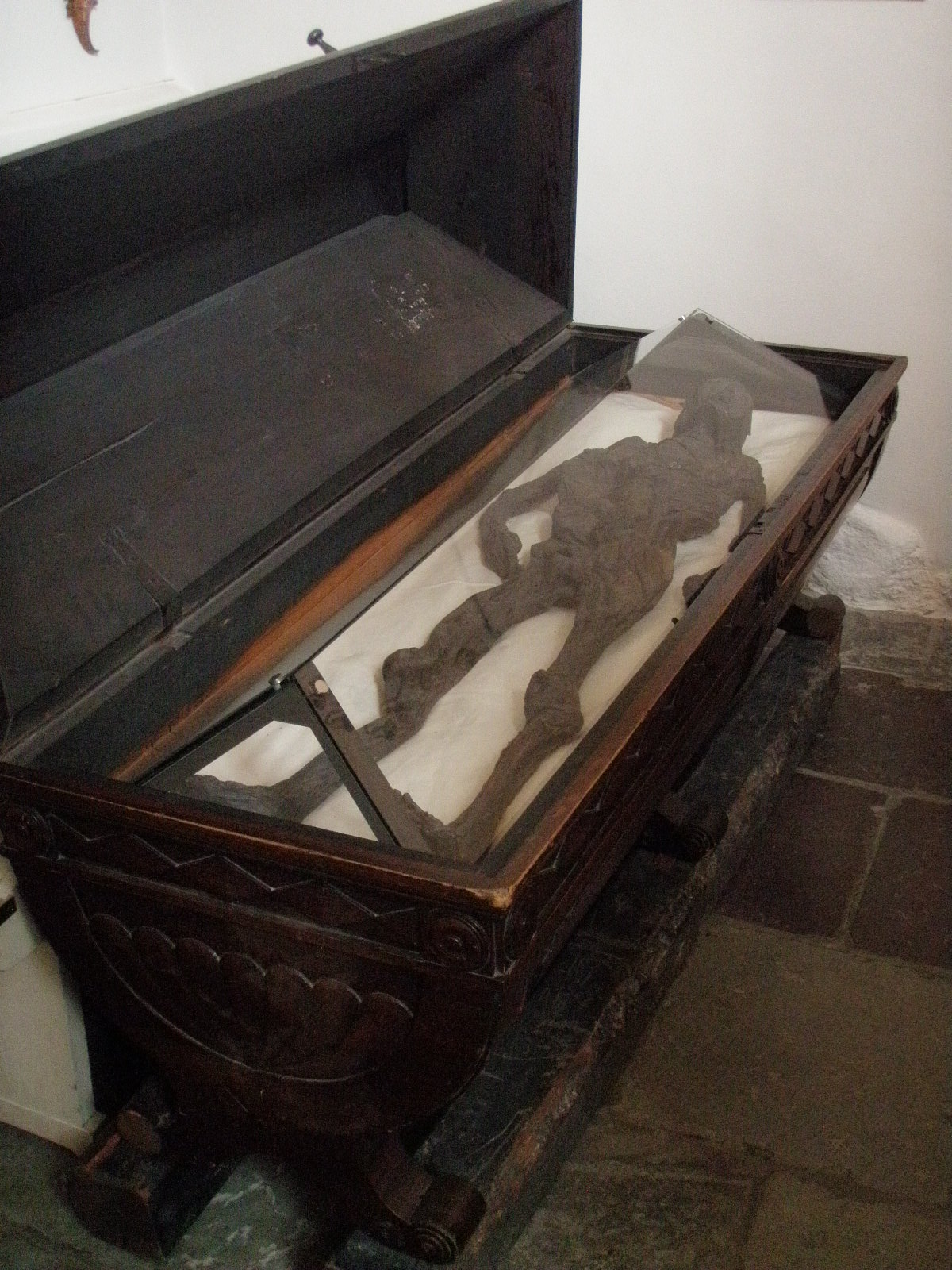
Жінка з Гаральдскера виставлена в заскленому саркофазі у Вайле, Данія

Жінка з Гаральдскера (Haraldskjaer Woman) - болотяне тіло, знайдене природно збереженим в болоті в Ютландії, Данія, датоване приблизно 490 р. до н.е. (доримська залізна доба). Робітники виявили тіло в 1835 році під час розкопок торфу. Вчені влаштовували суперечки, пов'язані з віком і особистістю цього добре збереженого тіла в 1977 році, коли радіовуглецеве датування визначило остаточно, що її смерть наступила близько п'ятого століття до нашої ери. Анаеробні умови і кислоти торфовища сприяли її прекрасній збереженості. Не тільки знайшли непошкоджений скелет, але шкіра і внутрішні органи також були. Ця знахідка є одним із найбільш ранніх болотяних тіл, що вивчили археологи.
Її тіло знаходиться в багато прикрашеному заскленому саркофазі в церкві святого Миколая в центрі міста Вайле, Данія, де воно перебуває на постійній експозиції.

## Помилкова ідентичність

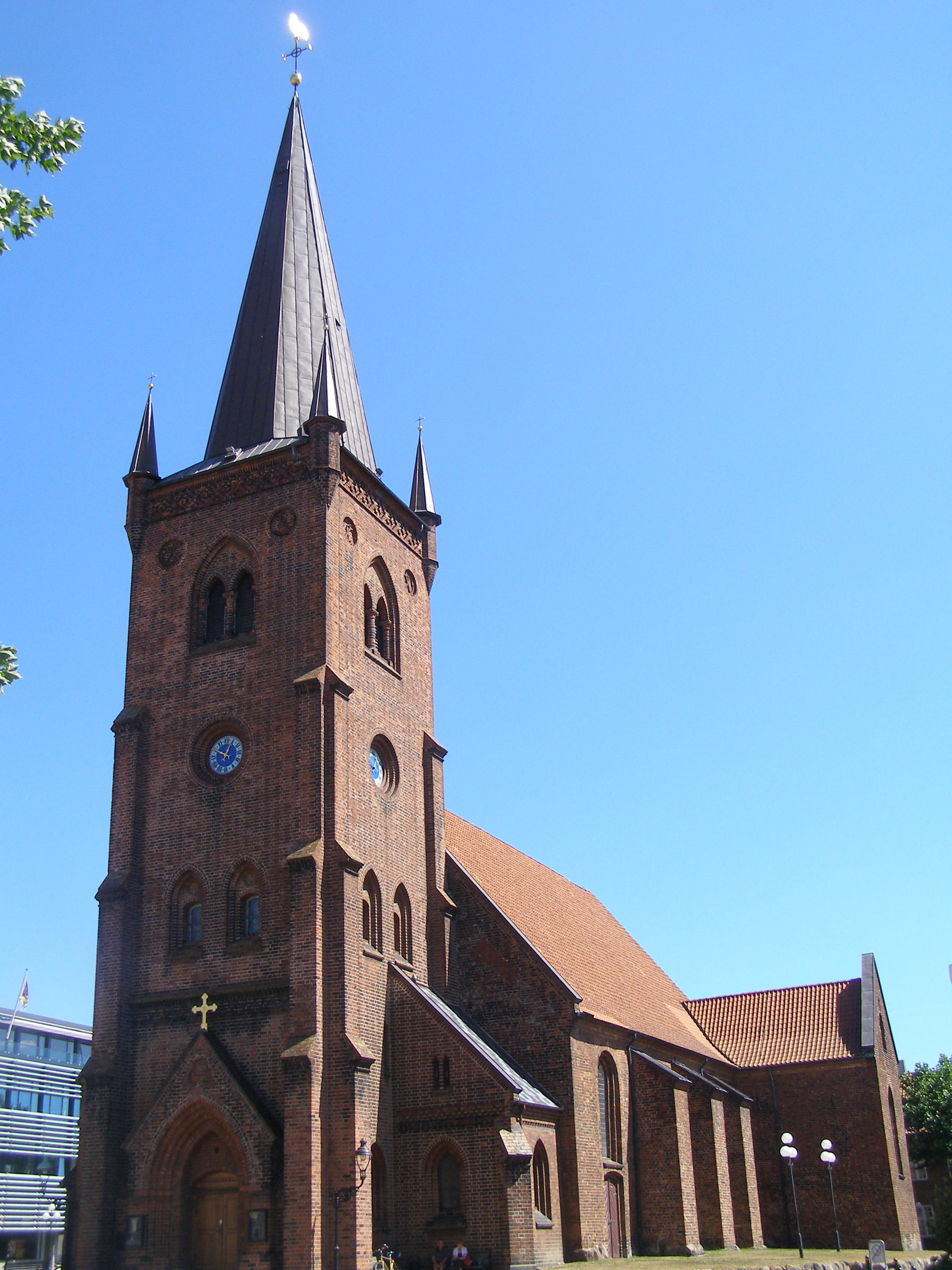
Церква святого Миколая у Вайле, Данія

Після виявлення тіла ранні теорії її особистості зосереджувались на персоні норвезької королеви Гуннхільд, яка жила близько 1000 р. н.е. Більшість болотяних тіл вказують, що потерпілий помер від насильницького вбивства чи ритуального жертвоприношення. Ці теорії не суперечать тому, що тіло могло були кинутим у болото, на відміну від поховання в суху землю.
Відповідно до саги Jomsvikinga Saga данський король Гаральд I (Гаральд I Синьозубий) наказав королеву Гуннхільд втопити в болоті. Ґрунтуючись на вірі в її королівську персону, король Фредерік VI звелів зробити саркофаг з майстерним різьбленням, щоб тримати її тіло.
Це дбайливе ставлення до останків жінки з Гаральдскера пояснює відмінний стан збереженості трупа. І навпаки, людина з Толлунда, відкрита пізніше, не була належним чином збережена і більшу частину тіла було втрачено.
У 1842 році молодий данський археолог Йенс Якоб Асмуссен Ворсае не погодився, що жінка з Гаральдскера була Гуннхільд. Піонер в археологічній стратиграфії, Ворсае представив докази, що жінка з Гаральдскера датується доримськлю залізною добою. Пізніше радіовуглецеве датування підтвердило, що тіло не Гуннхільди, а жінки початку доримської залізної доби, яка жила близько 490 р. до н.е. Хоча ніхто не довів, що жінка з Гаральдскера має який-небудь царський рід, її тіло знаходиться на півночному трансепті Церкви Святого Миколая.

## Подробиці

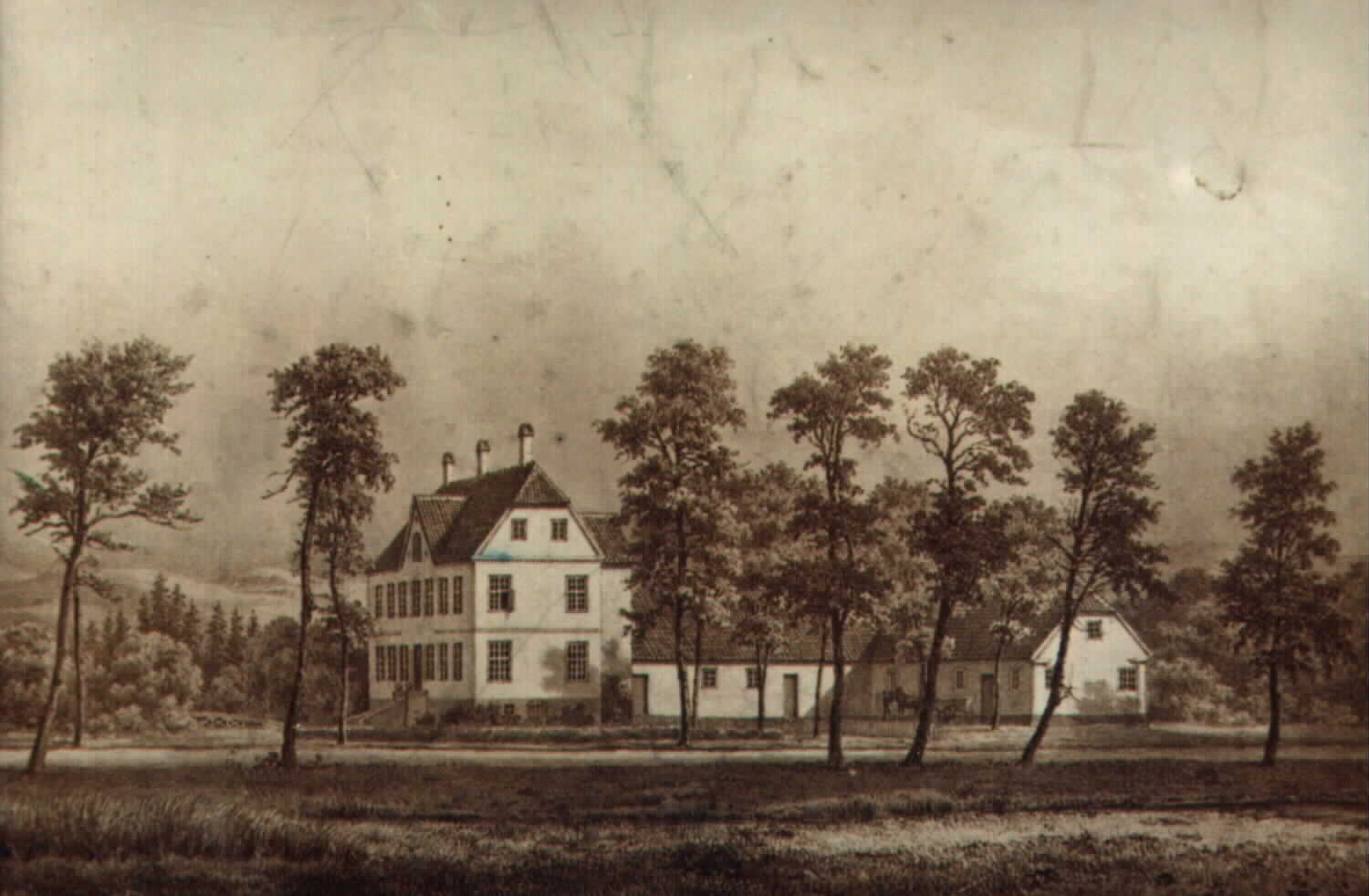
Гаральдскер у 1857 році

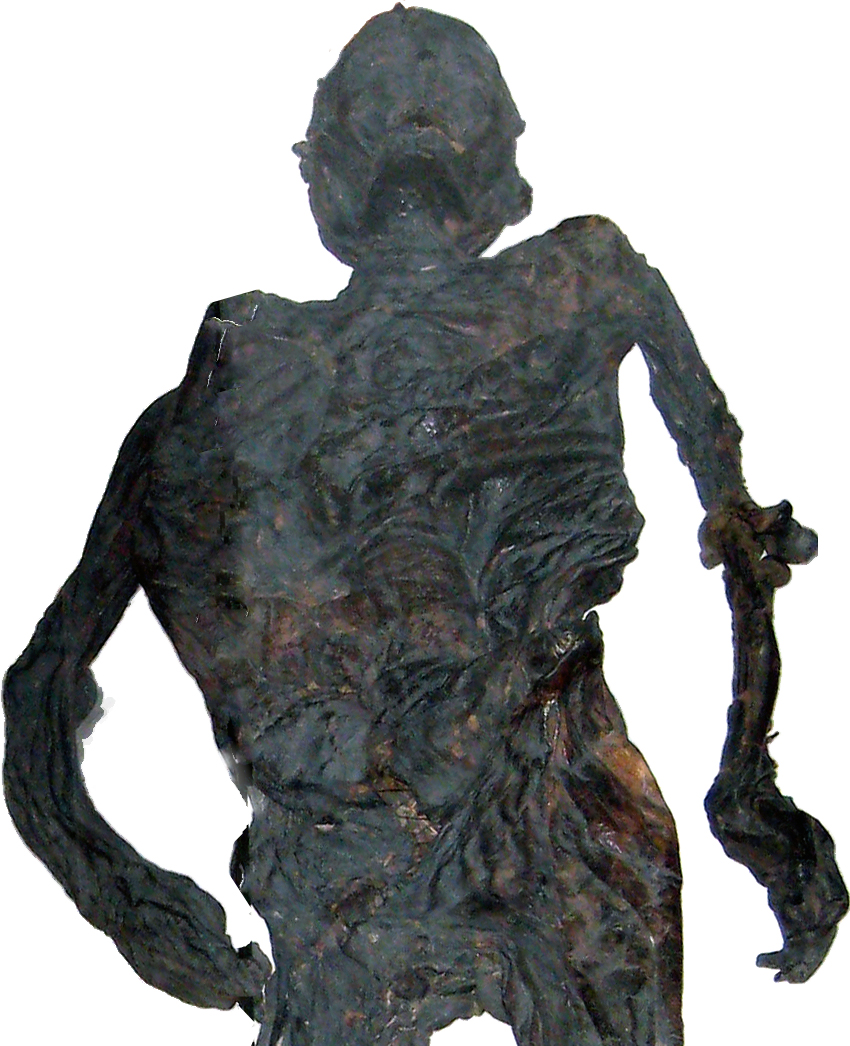
Тіло жінки з Гаральдскера

Копачі виявили тіло жінки з Гаральдскера в лежачому положенні у відмінному стані збереження. Вона була голою і її одяг, що складався з шкіряної накидки і трьох вовняних предметів одягу, які були роміщені на верхній частині її тіла. Цілком шкірна оболонка і внутрішні органи були неушкодженими. Тіло мало проколоте поранення в області колінного суглоба, де якийсь предмет (можливо, одним із гострих полюсів) проник в глибину. Її шкіра була глибоко бронзова з ясним тоном шкіри за рахунок дубильних речовин в торфі, а всі суглоби тіла були збережені з покриваючою шкірою в стані, ніби вона померла лише недавно. Лікарі визначають, що вона мала близько 50 років, коли померла і в доброму здоров'ї без ознак дегенеративних захворювань (таких як артрит), які зазвичай зустрічаються в людських останків цього віку.
У 1979 році лікарі у лікарні міста Орхус провели подальшу судово-медичну експертизу жінки з Гаральдскера. До цього часу тіло висохло, зморщилось, а шкіра була жорстка, сильно зморшкувата і складчаста. Комп'ютерна томографія черепа більш точно визначила, що її вік становив близько 40 років на момент смерті. Виміряна висота тіла тільки 1,33 м, але лікарі використали перші описи 1835 року і оцінили, що вона мала висоту близько 1,50 м.
У 2000 році Lone Hvass з музею міста Гельсінгер, Міранда Олдгаус-Ґрін з університету Кардіффа і Відділ судової медицини в університеті Орхуса здійснили повторне обстеження жінки з Гаральдскера. Судовий аналіз показав вміст шлунку - неочищене просо і ожини. Її шия мала невиразний жолобок, неначе хтось застосовував мотузку для тортур або задушення. Вчені дійшли висновку, що болотні кислоти викликали набряк колінного суглоба і, що жінка була, ймовірно, вже мертвою, перш ніж гілки притиснули її вниз. Через її ретельне розміщення і оскільки кремація була пануючим способом поховання в цей період в Ютландії, експерти визначили, що жінка з Гаральдскера стала жертвою ритуального жертвопринесення.